# Johann Georg Herzog
Johann Georg Herzog (* 5. August 1822 in Hummendorf im Obermainkreis; † 3. Februar 1909 in München) war ein deutscher Organist, Komponist und Hochschullehrer.

## Leben

### Familie
Johann Georg Herzog war der Sohn des Leinwebers Johann Sebastian Herzog. Nachdem die Familie nach Schmölz 1827 umzog, wuchs er dort auf und besuchte die Dorfschule.
Er war in erster Ehe mit Pauline (geb. Ströbel) († 1856) verheiratet, gemeinsam hatten sie drei Kinder. Mit seiner zweiten Ehefrau Marie (geb. Höfling) (1839–1909), mit der er seit 1858 verheiratet war, hatte er weitere drei Kinder.

### Ausbildung
Johann Georg Herzog erhielt seine erste musikalische Ausbildung durch Dorfmusikanten, bis er Orgelschüler des später am Schullehrerseminar in Schwabach wirkenden Kantors und Komponisten Salomo Heinrich Bodenschatz (1807–1859) in Schmölz wurde. Ab seinem zehnten Lebensjahr versah er gelegentlich Organistendienste. 1839 erhielt er sein Examen als Schulpräparand (Vorbereitungsschüler, der sich für ein Lehramt an Volksschulen oder für ein Lehrerseminar vorbereitet) in Schmölz, worauf er von 1839 bis 1841 am Schullehrerseminar in Altdorf studierte.

### Beruf
Er wurde 1841 Schulverweser in Bruck bei Hof, dort entstanden auch seine ersten Kompositionen, die er zur Begutachtung zu Christian Heinrich Rinck nach Darmstadt übersandte; er wurde auch durch Robert Schumann ermuntert weiter zu komponieren.
Auf Empfehlung von Rinck übernahm er im Mai 1843 die Vertretung des Organisten an der ersten evangelischen Stadtpfarr- und Hofkirche St. Matthäus in München und wurde am 3. Juni 1843 Organist und 1848 auch Kantor.
Gemeinsam mit Friedrich Wilhelm Güll schrieb er 1844 ein evangelisches Choralbuch; dazu kam 1845 ein Praktisches Hilfsbuch für Organisten.
Im April 1850 erfolgte seine Einstellung als Lehrer für Orgelspiel am Konservatorium für Musik in München. Dort waren unter anderem Friedrich Samuel  Riegel (1825–1907), Carl Greith und Josef Gabriel Rheinberger seine Schüler, mit letzterem verband ihn auch eine lebenslange Freundschaft.
Herzog wurde am 1. Oktober 1854 zum Universitäts-Gesangs- und Musiklehrer am neugegründeten Institut für Kirchenmusik der Universität Erlangen berufen und erhielt den Titel Professor. Im Mai 1859 wurde er zudem Organist an der Neustädter Kirche. Er war 1859–1879 Gesangslehrer am Gymnasium (heute: Gymnasium Fridericianum). Später wurde er Musikdirektor, Leiter des Instituts für Kirchenmusik und Leiter des Akademischen Kirchengesangvereins.
Ab 1861 begründete er seine regelmäßigen Historischen Konzerte. 1865 wurde er Mitglied der Kommission zur Reorganisation des Konservatoriums in München. Am 28. September 1872 erfolgte durch König Ludwig II. seine Erhebung in den Rang eines außerordentlichen Professors; am 1. Oktober 1888 wurde er auf eigenen Wunsch in den Ruhestand versetzt und kehrte nach München zurück.
Johann Herzog starb 1909 im Alter von 86 Jahren.

## Grabstätte

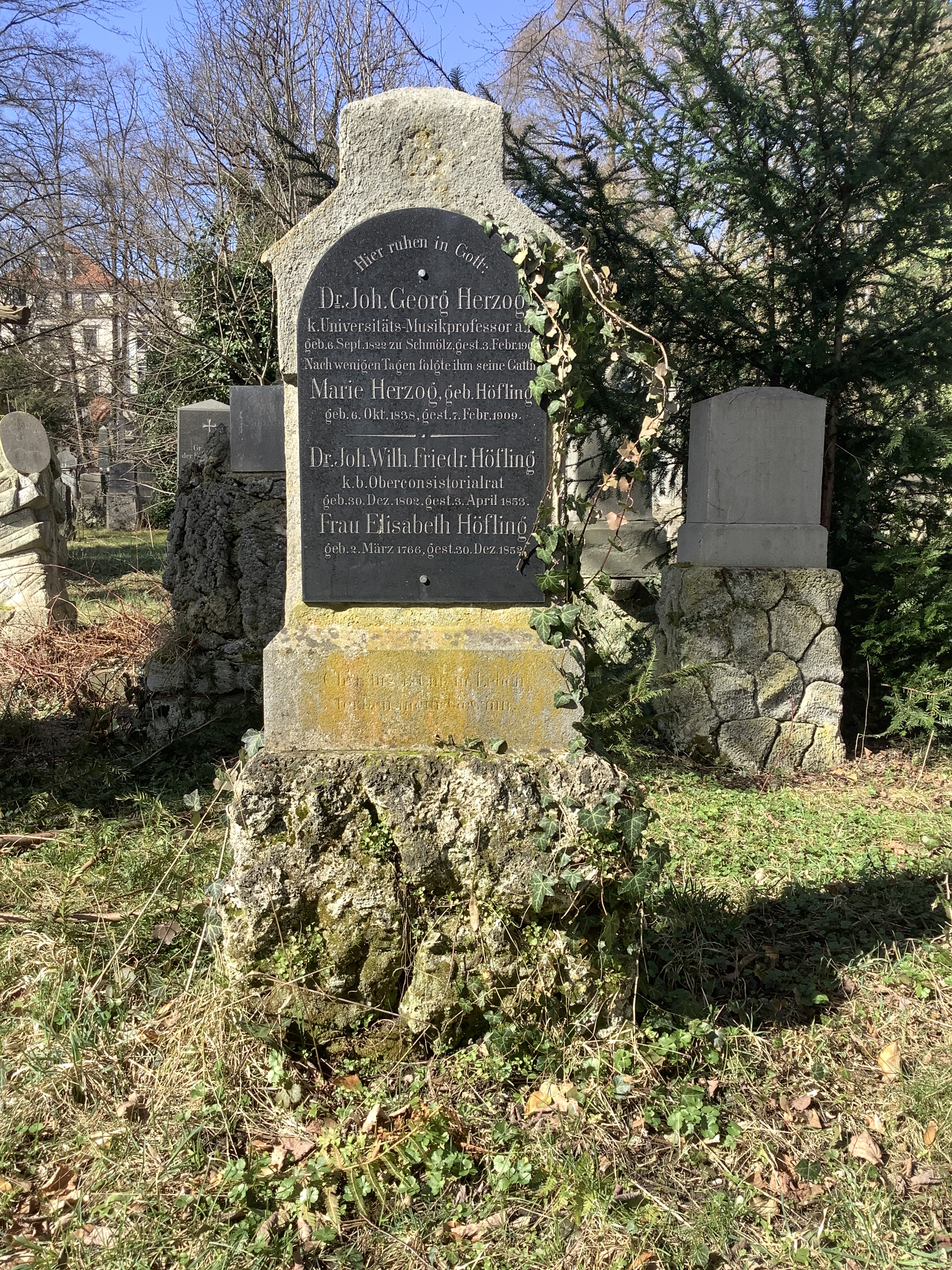
Grab von Johann Herzog auf dem Alten Südlichen Friedhof in München

Die Grabstätte von Johann Herzog befindet sich auf dem Alten Südlichen Friedhof in München (Gräberfeld 33 – Reihe 2 – Platz 32) Standort.

## Musikalisches Wirken
Johann Georg Herzog war ein Altmeister der deutschen Organisten, der sich bleibende Verdienste in der liturgischen und kirchenmusikalischen Reformbewegung erwarb. Als Komponist war er in der Nachfolge von Johann Sebastian Bach.
Sein 1857 erschienenes Praktisches Handbuch für Organisten und die 1867 erstmals herausgegebene Orgelschule op. 41 waren in der zweiten Hälfte des 19. Jahrhunderts weit verbreitet und dienten der Ausbildung haupt- und nebenamtlicher Organisten.

## Mitgliedschaften
- Johann Georg Herzog war Mitglied im Verein Harmonie in Erlangen.
- Er war ebenfalls Mitglied im Gemeinnützigen Verein in Erlangen (heute: Gemeinnütziger Theater- und Konzertverein Erlangen e. V. (gVe)), der am 14. Januar 1876[5] gegründet worden war und das Markgrafentheater führte.

## Ehrungen und Auszeichnungen
- 9. Juli 1866: Dr. musices et artium liberalium magister h. c. der Universität Erlangen
- 1888: Ritterkreuz I. Klasse des Verdienstordens Philipps des Großmütigen
- Ritterkreuz I. Klasse des braunschweigischen Ordens Heinrichs des Löwen
- Königlicher Kronen-Orden (Preußen) 3. Klasse
- Prinzregent-Luitpold-Medaille in Gold für Kunst und Wissenschaft
- Nach ihm wurden die Johann-Georg-Herzog-Straßen sowohl in Hummendorf als auch in Schmölz benannt.[6]

## Partituren und Schriften (Auswahl)
- Präludienbuch zu dem neuen Choralbuche für die protestantische Kirche des Königreichs Bayern: eine Sammlung von Tonsätzen für die Orgel aus den Werken älterer und neuerer Componisten: opus 30. Körner, Erfurt 1840.
- Sechs geistliche Chorgesänge: Für Sopran, Alt, Tenor und Bass: Op. 36. Körner, Leipzig/Erfurt 1840.
- Zwölf kleine & leichte Orgelpraeludien: zum gottesdienstl. Gebrauche. Riegel u. Wiessner, Nürnberg 1841.
- Choralbuch für die evangelische Kirche im Großherzogthum Hessen. Joh. Waitz, Darmstadt 1844.
- Der praktische Organist: neue vollständige Sammlung von Orgelstücken aller Art; ein Hand- und Hilfsbuch zur allseitigen Ausbildung und zum kirchlichen Gebrauche; mit Originalbeiträgen der bekanntesten und vorzüglichsten Orgelcomponisten. Schott, Mainz 1845.
- Acht Orgelstücke: zum Studium & kirchlichen Gebrauche; opus 18. Aibl, München 1847.
- XXIV Orgelstücke: zum Gebrauche bei d. öffentl. Gottesdienste & zur Uebung für angehende, wie für geübtere Orgelspieler. Riegel & Wießner, Nürnberg 1850.
- Chorgesänge: zum Gebrauche bei d. festtägl. Gottesdiensten d. Evang.-Luth. Kirche; op. 29. Blaesing, Erlangen 1855.
- Praktisches Handbuch für Organisten: enth. e. Slg. verschiedener Tonsätze für d. Orgel nebst e. Anh. von lithurg. Gesängen; zum Gebrauche bei d. öffentl. Gottesdienste u. zur Ausbildung junger Organisten; op. 33. Enke, Erlangen 1857.
- Kern deutscher Vaterlands- und Kriegslieder: für d. 4stg. Männergesang. Bläsing, Erlangen 1859.
- Achtzehn Orgelstücke: op. 11. Nördlingen: Beck 1860.
- Orgelschule: eine theoretisch-praktische Anleitung zur gründlichen Erlernung des kirchlichen Orgelspiels; zum Gebrauch in Musikschulen, Seminarien, Präparanden-Anstalten, sowie zum Selbstunterricht bearbeitet und herausgegeben. Deichert, Erlangen 1867.
- Die gebräuchlichsten Choräle der evangelischen Kirche: mit mehrfachen Vor- und Zwischenspielen für die Orgel; op. 42. 1/4. Deichert, Erlangen 1869.
-  7 geistliche Arien: für 1 Alt- oder Baritonstimme (mit Orgel od. Clavier). Deichert, Erlangen 1869.
- Geistliches und Weltliches eine Sammlung von Liedern, Arien, Chorgesängen, Volksliedern etc.; zum Gebrauch für Gesangvereine, sowie für Kirche und Familie; op. 51. Deichert, Erlangen 1880.
- XII Tonstücke für die Orgel: zum kirchlichen Gebrauch, sowie zum Studium in Lehrer-Seminarien, Musikschulen etc.; Op. 53. Gadow, Hildburghausen 1880.
- Vöglein im kalten Winter, Coro, h-Moll – BSB Mus.ms. 4746-30: „Vöglein im kalten Winter“ // Altdeutsches Volkslied // für 4 Stimmen. 1881.
- XX meist leicht ausführbare Orgelstücke: zum Gebrauche beim Gottesdienste sowie zum Studium in musikalischen Lehranstalten; opus 55. Coppenrath, Regensburg 1885.
- Evangelisches Choralbuch für Klavier, Harmonium (Orgel) und Gesang; mit Einlagen von Tonsätzen berühmter Meister und einem Anhange geistlicher Volkslieder; zum Gebrauch für Kirche, Schule und Haus; sowie für Gesangvereine; op. 58. Deichert, Erlangen 1886.
- 21 Tonstücke: Präludien, Fughetten, Fugen etc.; für die Orgel; zum Gebrauche beim Gottesdienste sowie zum Studium in Lehrerseminarien u. Musikschulen etc.; op. 60. Pawelek, Regensburg 1889.
- 7 Tonstücke: Präludien u. Fugen, Festvorspiele, Toccaten; für die Orgel; op. 61. Deichert, Erlangen/Leipzig 1910.